# تیگران تومانیان
تیگران تومانیان (ارمنی: Տիգրան Թումանեան؛ ۱۹۴۶–۲۸ اوت ۲۰۲۱) متخصص امور لابراتوار ارمنی‌تبار اهل ایران بود.

## زندگی‌نامه
وی در سال ۱۹۴۶ میلادی (۱۳۲۵ خورشیدی) در شهر اصفهان زاده شد. در سال ۱۹۶۹ (۱۳۴۸) از مدرسه عالی تلویزیون و سینما فارغ‌التحصیل شد. پس از استخدام در تلویزیون، فعالیت در زمینهٔ امور لابراتوار را آغاز کرده و در بخش‌های قطع نگاتیو، تروکاژ و تیتراژ فعالیت کرد. طی سال‌ها فعالیت با مجموعه‌ها و فیلم‌های بسیاری همکاری کرده است. عقاب‌ها از نخستین فیلم‌های تومانیان در سال‌های پس از انقلاب است که در آن با ساموئل خاچیکیان همکاری داشت. گل‌های داوودی، عبور، ستاره و الماس، گاویار از فیلم‌های او در سال‌های بعدتر است. از دیگر فیلم‌های تومانیان می‌توان به اسکادران عشق، سرعت، ویرانگر، هبوط اشاره کرد. جلوه‌های تصویری دمرل به کارگردانی یدالله صمدی نیز از جمله کارهای او است. تومانیان در حال حاضر در استودیو بدیع مشغول به فعالیت است و از آخرین فعالیت‌هایش می‌توان به من، ترانه ۱۵ سال دارم، شام آخر، ایستگاه متروک کاغذ بی‌خط، خانه‌ای روی آب، … اشاره کرد.

## نکوداشت
در ۲۰۰۹ میلادی (۲۷ شهریور ۱۳۸۸) در سیزدهمین جشن بزرگ سینمای ایران، تندیس خانه سینما به خاطر یک عمر تلاش مؤثر و موفق به تیگران تومانیان اهدا شد.

## درگذشت
وی در ۲۸ اوت ۲۰۲۱ (۶ شهریور ۱۴۰۰) درگذشت.

## فیلم‌شناسی
فیلم‌های فوق بخشی از ۱۵۰ اثری است که نام او را به عنوان مسئول لابراتوار در تیتراژ‍ خود‍ دارند.
- خصوصی (۱۳۹۰ برش نگاتیو)
- آخرین سرقت (۱۳۸۹ برش نگاتیو)
- آسمان هشتم (۱۳۸۹ برش نگاتیو)
- یکی از ما دو نفر (۱۳۸۹ برش نگاتیو)
- سوپر استار (۱۳۸۷ برش نگاتیو)
- آتش سبز (۱۳۸۶ برش نگاتیو)
- رفیق بد (۱۳۸۶ برش نگاتیو)
- محیا (۱۳۸۶ برش نگاتیو)
- هم‌خانه (۱۳۸۶ برش نگاتیو)
- سوغات فرنگ (۱۳۸۵ برش نگاتیو)
- قصه دل‌ها (۱۳۸۵ برش نگاتیو)
- آتش‌بس (۱۳۸۴ برش نگاتیو)
- مرزی برای زندگی (۱۳۸۳ فیلمبردار تیتراژ)
- الهه زیگورات (۱۳۸۲ برش نگاتیو)
- تارا و تب توت فرنگی (۱۳۸۲ برش نگاتیو)
- دوئل (۱۳۸۲ برش نگاتیو)
- شهر زیبا (۱۳۸۲ برش نگاتیو)
- عاشق مترسک (۱۳۸۲ برش نگاتیو)
- سیمای زنی در دوردست (۱۳۸۲ برش نگاتیو)
- معادله (۱۳۸۲ برش نگاتیو)
- عشق فیلم (۱۳۸۱ برش نگاتیو)
- توکیو بدون توقف (۱۳۸۱ برش نگاتیو)
- جایی دیگر (۱۳۸۱ برش نگاتیو)
- رقص در غبار (۱۳۸۱ برش نگاتیو)
- روز کارنامه (۱۳۸۱ برش نگاتیو)
- شب‌های روشن (۱۳۸۱ برش نگاتیو)
- قطار کودکی (۱۳۸۱ برش نگاتیو)
- تارزن و تارزان (۱۳۸۰ برش نگاتیو)
- رخساره (۱۳۸۰ برش نگاتیو)
- رنگ شب (۱۳۸۰ برش نگاتیو)
- مزاحم (۱۳۸۰ برش نگاتیو)
- من، ترانه ۱۵ سال دارم (۱۳۸۰ برش نگاتیو)
- نوروز (۱۳۸۰ برش نگاتیو)
- آرزوهای زمین (۱۳۸۰ برش نگاتیو)
- شام آخر (۱۳۸۰ برش نگاتیو)
- کاغذ بی‌خط (۱۳۸۰ برش نگاتیو)
- نامه‌های باد (۱۳۸۰ برش نگاتیو)
- آب و آتش (۱۳۷۹ برش نگاتیو)
- آخر بازی (۱۳۷۹ برش نگاتیو)
- هزاران زن مثل من (۱۳۷۹ برش نگاتیو)
- همسر دلخواه من (۱۳۷۹ برش نگاتیو)
- آواز قو (۱۳۷۹ برش نگاتیو)
- پارتی (۱۳۷۹ برش نگاتیو)
- تکیه بر باد (۱۳۷۹ برش نگاتیو)
- چتری برای دو نفر (۱۳۷۹ برش نگاتیو)
- شب‌های تهران (۱۳۷۹ برش نگاتیو)
- شور عشق (۱۳۷۹ برش نگاتیو)
- صدای سخن عشق (۱۳۷۹ برش نگاتیو)
- تلفن (۱۳۷۸ برش نگاتیو)
- چشمهایش (۱۳۷۸ برش نگاتیو)
- دلباخته (۱۳۷۸ برش نگاتیو)
- سحرگاه پیروزی (۱۳۷۸ برش نگاتیو)
- عروس آتش (۱۳۷۸ برش نگاتیو)
- لانه عقابها (۱۳۷۸ برش نگاتیو)
- مومیایی۳ (۱۳۷۸ برش نگاتیو)
- بوی کافور، عطر یاس (۱۳۷۸ برش نگاتیو)
- دوستان (۱۳۷۸ برش نگاتیو)
- صنم (۱۳۷۸ برش نگاتیو)
- عینک دودی (۱۳۷۸ برش نگاتیو)
- شیدا (۱۳۷۷ عنوان بندی)
- باشگاه سری (۱۳۷۷ برش نگاتیو)
- سیاوش (۱۳۷۷ برش نگاتیو)
- شور زندگی (۱۳۷۷ برش نگاتیو)
- فریاد (۱۳۷۷ برش نگاتیو)
- آن سوی آینه (۱۳۷۶ برش نگاتیو)
- روانی (۱۳۷۶ برش نگاتیو)
- اسکادران عشق (۱۳۷۵ برش نگاتیو و تروکاژ)
- تهاجم (۱۳۷۵ برش نگاتیو)
- سرعت (۱۳۷۵ جلوه‌های ویژه و عنوان بندی)
- روزی که خواستگار آمد (۱۳۷۵ برش نگاتیو)
- زن امروز (۱۳۷۵ برش نگاتیو)
- ماه‌پیشونی (۱۳۷۴ برش نگاتیو)
- مرد نامرئی (۱۳۷۴ برش نگاتیو و عنوان بندی)
- پاییز بلند (۱۳۷۲ برش نگاتیو)
- پایان کودکی (کودک قهرمان)]] (۱۳۷۲ تیتراژ)
- همه دختران من (۱۳۷۲ برش نگاتیو و تروکاژ)
- هبوط (۱۳۷۲ برش نگاتیو)
- دمرل (۱۳۷۲ تیتراژ و جلوه‌های ویژه)
- بر بال فرشتگان (۱۳۷۱ برش نگاتیو و تیتراژ)
- باز باران (۱۳۷۱ تروکاژ)
- از کرخه تا راین (۱۳۷۱ تروکاژ)
- انفجار در اتاق عمل (۱۳۷۰ برش نگاتیو)
- خمره (۱۳۷۰ تروکاژ)
- آتش در خرمن (۱۳۶۹ برش نگاتیو)
- عبور (۱۳۶۷ تروکاژ)
- ستاره و الماس (۱۳۶۷ تیتراژ)
- گاویار (۱۳۶۶ تروکاژ)
- هشت و نیم شب (۱۳۶۵ تروکاژ)
- گلهای داوودی (۱۳۶۳ تروکاژ)
- عقاب‌ها (۱۳۶۳ برش نگاتیو)